# Метамфетамин
Метамфетами́н (сокр. от N-метил-альфа-метилфенилэтиламин), разговорное мет (англ. meth) — производное амфетамина, белое кристаллическое вещество.
Метамфетамин является психостимулятором с высоким потенциалом к формированию зависимости, в связи с чем отнесён к наркотическим веществам. На Западе ограниченно применяется в медицине.

## История

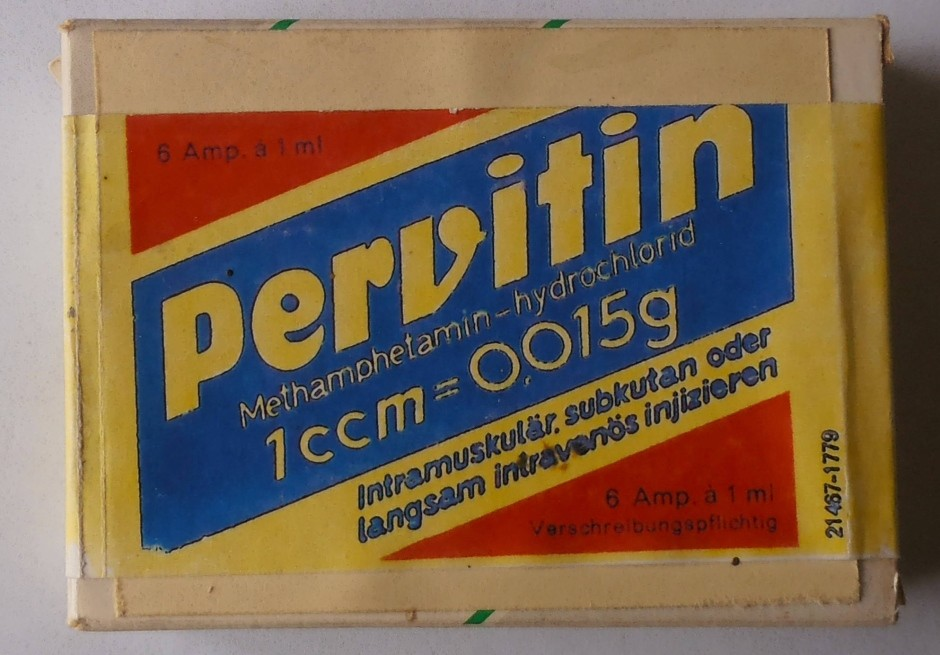
Ампулы первитина из Германии. Вводился внутримышечно, подкожно или медленно внутривенно

Впервые синтезирован из эфедрина в 1893 году японским химиком Нагаи Нагаёси. В 1919 году японским химиком Акирой Огатой был впервые синтезирован кристаллический метамфетамин.

### Использование в Германии
В 1930-е годы фармацевты фирмы Temmler Werke в Берлине использовали его как стимулирующее средство, получившее коммерческое название «первитин» (нем. Pervitin). Начиная с 1938 года его применяли систематически и в больших дозах как в армии, так и в оборонной промышленности (таблетки первитина официально входили в «боевой рацион» лётчиков и танкистов под названием нем. «Panzerschokolade» — танковый шоколад). Накануне вторжения во Францию военнослужащим Вермахта было выдано 35 миллионов доз первитина.
Популярностью первитин пользовался и у вождей Третьего рейха, наряду с кокаином. В частности, Гитлер получал инъекции первитина от своего личного врача Теодора Морелля начиная с 1936 года, а после 1943 года — по нескольку раз в день. Благодаря инъекциям первитина Гитлер был более общительным, энергичным, физически активным и бодрствовал поздно ночью.

### Использование в США
После Второй мировой войны производители первитина были вывезены в США, где создавали «таблетки бодрости» для войск в Корее и Вьетнаме. В 1966—1969 годах армия США использовала 225 миллионов таблеток декстроамфетамина и первитина.
Пентагон официально разрешил использовать амфетамины служащим в войсках. Они основывались на государственных испытаниях в 1940-х и ранних 1950-х годах, которые показали увеличение умственной деятельности лётчиков на 5 % при использовании метамфетамина. Первыми испытали на себе действие психостимулятора Военно-воздушные силы, затем в 1960 году — Стратегическое командование ВВС, в 1962 году — Тактическое авиационное командование.
Во время Войны во Вьетнаме амфетамины стали доступны в таблетированной форме для всех видов войск.
Ветераны США жаловались на бессонницу, нервозность и потерю аппетита. В качестве контрмеры им предписали использовать дополнительно барбитураты.

### Использование в Японии
Во время Второй мировой войны метамфетамин был широко распространён среди военных Императорской армии Японии. На момент нападения японцев на Пёрл-Харбор в декабре 1941 года в Японии имелось 24 запатентованных лекарства, содержащих метамфетамин или амфетамин, доступных на рынке.
Японцы называли психостимуляторы сэнрёку дзо̄кё̄ дзай (яп. 戦力増強剤), что буквально означает лекарства, «повышающие боевой дух», их употребление во время войны считалось проявлением патриотизма.
Императорская армия Японии имела метамфетамин в форме для инъекций, так как при подобном употреблении он начинает действовать быстрее и является более активным.
Известными потребителями метамфетамина являлись также японские камикадзе.

### В СССР
В 1940—1941 годах изучались материалы по первитину из Германии, затем профессор О. Ю. Магидсон произвёл первый синтез (из фенилацетона).
Промышленный синтез был налажен в 1946 году, и уже в 1948 году первитин упоминается в справочнике Машковского.
Гидрохлорид метамфетамина выпускался в СССР вплоть до 1970-х годов в виде таблеток по 3 мг под названием первити́н.
Первитин применялся в психиатрической практике как психостимулятор, для лечения нарколепсии и депрессий различного происхождения. Впоследствии приказом по Министерству здравоохранения СССР от 11 февраля 1954 года он был отнесён к наркотикам, а в 1975 году его производство было прекращено, и он был исключён из фармакопеи.

## Использование метамфетамина в современности

### Медицинское применение

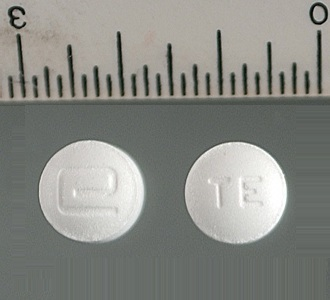
2 таблетки дезоксина по 5 мг

Оборот и применение метамфетамина на территории России запрещены.
В США в настоящее время он используется в медицинской практике под торговым наименованием «дезоксин» (англ. Desoxyn) и применяется как медикамент второго ряда при неэффективности амфетамин-содержащих лекарств первого ряда: «аддералла» (Adderall) и «декседрина» (Dexedrine, действующее вещество — дексамфетамин).
Дезоксин одобрен Управлением по контролю над продуктами и лекарствами США (Food and Drug Administration, FDA) для лечения синдрома дефицита внимания и гиперактивности (СДВГ) и ожирения (краткосрочным курсом, наряду с низкокалорийной диетой).
Офф-лейбл используется для лечения нарколепсии и идиопатической гиперсомнии.
Применялся[где?] при лечении нарколепсии, психогенных депрессий, алкогольных депрессивных психозов и других заболеваний, сопровождающихся сонливостью, вялостью, астенией, для временного устранения чувства усталости, повышения физической и умственной работоспособности.

### Рекреационное использование
Метамфетамин используется как рекреационный препарат, в подавляющем большинстве случаев в виде незаконно изготовленного вещества в кристаллической форме (англ. crystal meth). Степень очистки и наличие примесей при этом сильно варьируются. Субстанции-примеси могут быть разнообразными, к примеру, американским Управлением по борьбе с наркотиками (DEA) сообщалось, что незаконными производителями метамфетамина в качестве «разбавителя» использовался изопропилбензиламин.

## Действие

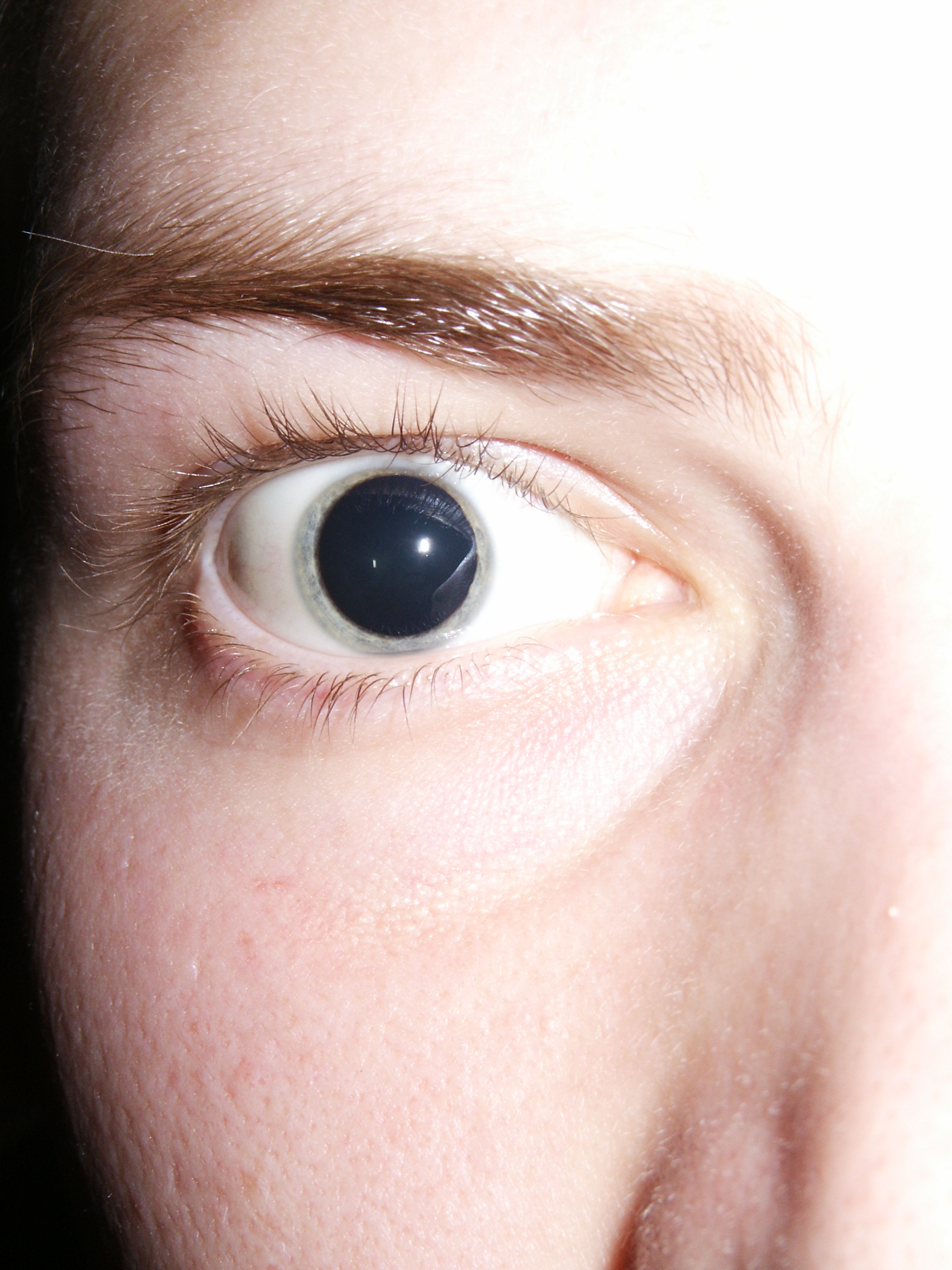
Расширенный зрачок не реагирует на свет

### Периферическое
Метамфетамин химически (структурно) схож с адреналином, поэтому оказывает сильное адреномиметическое действие на периферическую нервную систему — сужает периферические сосуды, повышает артериальное давление, ускоряет сердцебиение, вызывает расширение зрачков, повышает функциональную активность скелетных мышц, особенно при утомлении. Это воздействие связано с активацией симпатической системы.

### Центральное
На центральную нервную систему метамфетамин оказывает сильное и длительное психостимулирующее воздействие.

#### Механизм воздействия

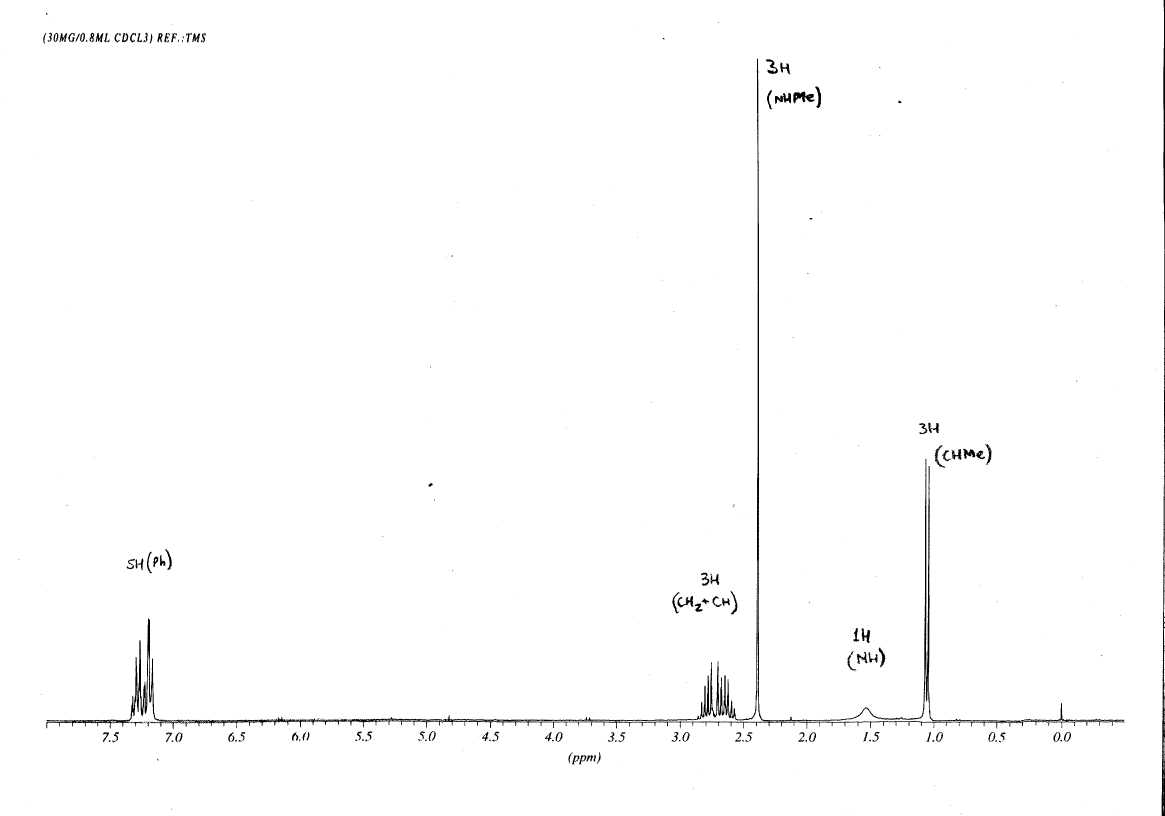
ПМР-спектр метамфетамина

Метамфетамин отличается от адреналина отсутствием гидроксильных групп, за счёт чего он липофилен и легко проникает через гематоэнцефалический барьер в головной мозг. По той же причине он, в отличие от адреналина, не подвергается быстрому разрушению ферментом катехол-О-метилтрансферазой, а от разрушения моноаминоксидазой (МАО) его защищает дополнительная метильная группа, поэтому он действует на организм очень длительно (концентрация метамфетамина в крови уменьшается вдвое за 9—12 часов и при повторных приёмах препарата возможны явления кумуляции).
Однако из-за сходства с молекулой адреналина (и норадреналина) метамфетамин всё же связывается с МАО, но при этом блокирует её действие, аналогично антидепрессантам — ингибиторам МАО. За счёт этого возрастает активность нейромедиаторов-моноаминов — норадреналина, серотонина и дофамина, отвечающих, в частности, за регуляцию настроения и общей активности психики.
Однако основной нейрохимический механизм действия метамфетамина связан с его способностью вызывать высвобождение из нейронов естественных нейромедиаторов (норадреналина и дофамина), что приводит к повышенному возбуждению соответствующих систем, особенно дофаминергической. Кроме того, он блокирует обратный захват высвобожденных медиаторов (включая серотонин), аналогично трициклическим антидепрессантам.

### Основные эффекты
При правильном индивидуальном дозировании метамфетамин уменьшает чувство усталости, вызывает прилив сил, повышает умственную и физическую работоспособность, снижает потребность во сне и подавляет аппетит («анорексигенное» действие).
Метамфетамин является неконкурентным антагонистом снотворных средств, ослабляющим их действие.

### Влияние на психику и поведение
После употребления метамфетамина у человека развивается сверхбодрствующее состояние сознания. Возникает эйфория (настроение в целом напоминает маниакальное:739), ощущение ясности мышления, стремление к деятельности, в том числе творческой. Метамфетамин обостряет воображение и способствует возникновению множества образов, которые выражаются некоторыми употребившими данный препарат в написании прозы, стихов, картин, музыки:739. Появляется желание всем делать добро, повышается терпимость к людям, возникает всепрощение и в целом появляются альтруистические устремления с любовью к близким.
Характерно обострение зрительного и светового восприятия: цвета становятся более яркими и насыщенными:738.
Часто интоксикация сопровождается сексуальным возбуждением и гиперсексуальностью.

## Последствия злоупотребления

Стоматологические нарушения вследствие злоупотребления метамфетамином

### Хроническое злоупотребление
При хроническом злоупотреблении могут появляться сосудистые нарушения, часто в сочетании с гиперкинезами (хореей, то есть подёргиваниями мышц лица, конечностей и туловища и тремором — непроизвольными колебательными движениями конечностей или туловища, которые вызваны мышечными сокращениями). При отмене приёма препарата хореический гиперкинез быстро исчезает. Возможно появление полинейропатии из-за длительного голодания или скудного питания (алиментарной недостаточности), характерного для злоупотребляющих метамфетамином. Также при длительном употреблении вещества появляется глубокая усталость, истощённость организма, опустошённость, настоятельная потребность в длительном сне. Наиболее заметным эффектом долгосрочного использования метамфетамина являются стоматологические нарушения — массовое развитие кариеса. Зубы чернеют и разрушаются. Предполагается, что разрушение зубов у употребляющих метамфетамин вызвано комбинацией факторов: подавлением психостимулятором секреции слюны и, соответственно, ксеростомией (сухостью во рту), а также употреблением сладких газированных напитков и длительными периодами плохой гигиены полости рта. Помимо развития кариеса, ксеростомия способствует развитию болезней пародонта.
При многолетнем употреблении метамфетамина возможны изменения личности: выраженное морально-этическое снижение (например, негативное отношение к нормам морали и нравственности), эмоциональное огрубение, психопатоподобные расстройства (возникновение изменений в характере и поведении, как при расстройстве личности, то есть патологическое развитие личности), снижение трудоспособности.

#### Психотическое расстройство
Согласно Международной классификации болезней 10-го пересмотра (МКБ-10), вызываемые метамфетамином психические и поведенческие расстройства относятся к рубрике F15: «Психические и поведенческие расстройства в результате употребления других стимуляторов, включая кофеин». Отдельной рубрики для метамфетамина в МКБ-10 нет, F15 — общая рубрика для кофеина и всех психостимуляторов (за исключением кокаина). Стимуляторный психоз может возникнуть при хроническом употреблении метамфетамина в больших количествах. Психотическое расстройство при употреблении «других стимуляторов» (в число которых входит метамфетамин) обозначается кодом (F15.5). Чаще всего метамфетаминовый психоз возникает при многодневной наркотизации с бессонницей, и доведением доз до максимально переносимых. Психоз проходит в форме острого или рудиментарного параноида. При вышеназванном параноиде могут присутствовать такие симптомы, как бред преследования, бред особого значения (разновидность бреда, когда в отдельных событиях и происшествиях человек видит глубокий личный смысл), а также расстройства восприятия: слуховые или зрительные галлюцинации. Длительность психотического эпизода обычно от 10 до 12 часов.

#### Абстинентный синдром
Абстинентный синдром (F15.3) — период, когда приём метамфетамина полностью прекращается, при этом появляются такие симптомы, как нарушения сна, эмоциональные нарушения (с суточными колебаниями настроения), астенический симптомокомплекс (слабость, повышенная утомляемость), тоскливое настроение, при определённом складе личности возможно и появление суицидальных мыслей. Абстинентный синдром возникает не у всех употребляющих препарат, а только после 2—3 недель от начала регулярного приёма, у некоторых — через 2—4 месяца. Для смягчения этих симптомов и облегчения засыпания можно использовать небольшие дозы транквилизаторов (например, бензодиазепинов: диазепама, клоназепама, феназепама или других).

### Однократное употребление
Острая интоксикация (F15.0) (состояние после однократного употребления психоактивного вещества по терминам ВОЗ). При введении единоразовой дозы метамфетамина ощущается чувство особой лёгкости тела крайней степени выраженности, в настроении преобладают крайне позитивные эмоции, происходит обострение светового и зрительного восприятия, отмечается «светоэффект музыки» (она как бы слышится со всех сторон, очень ясно и громко), нарастает речевое и двигательное возбуждение, речь становится более быстрой, ощущается прилив сил и энергии, возникает болтливость, суетливость, повышенная бодрость, быстрая смена ассоциаций, снижение аппетита, наблюдается стремление к деятельности. Состояние длится до 12—16 часов, затем снижается фон настроения, появляется слабость, вялость и сонливость. Это состояние также снимается бензодиазепиновыми транквилизаторами, и после полноценного сна человек приходит в обычное состояние.
После окончания действия большой дозы метамфетамина отмечается нарушение сна, усталость, повышенная раздражительность и отсутствие желания общаться, возможны головные боли в результате дегидратации организма. Через некоторое время после того, как опьяняющее действие заканчивается, у некоторых людей может появиться тахикардия, тахипноэ и боли в сердце при физических нагрузках и в состоянии физического спокойствия, просыхание слизистой оболочки носа при интраназальном применении. Однако эти признаки присутствуют не у всех потребителей. Намного реже бывает проявление чувства несобранности и невнимательности, чаще всего возникающего вследствие повторных приёмов метамфетамина до окончания действия.

## Производство и распространение
Синтетический метамфетамин нелегально производится преимущественно в Золотом треугольнике, основное производство локализовано в мьянманском штате Шан, считающемся мировым центром производства нелегального кристаллического метамфетамина и таблеток яба, откуда наркотики доставляются по всей Юго-Восточной Азии, а также в Австралию и США.
Расширение производства и оборота кристаллического метамфетамина и метамфетамин-содержащих таблеток в 2016—2020 годах связывается с деятельностью кантонского преступного суперсиндиката Sam Gor, также называемого просто The Company. Суперсиндикат Sam Gor представляет собой союз пяти крупных южнокитайских синдикатов-триад и в основном занимается доставкой наркотиков и наркоторговлей, выручая в год от 8 до 17 миллиардов долларов, по оценкам Управления ООН по наркотикам и преступности. Оценки правоохранительных органов показывают, что Sam Gor контролирует около 40 % рынка метамфетамина и производных продуктов в странах Юго-Восточной Азии и Азиатско-Тихоокеанского региона, активность суперсиндиката отмечена в Мьянме, Таиланде, Новой Зеландии, Австралии, Японии, Китае и Тайване. Полиция считает, что суперсиндикат возглавляет гражданин Канады Це Чи Лоп, 1963 года рождения, этнический китаец родом из провинции Гуандун.
Начиная с 2005 года в Европе проводились исследования по социологическому анализу употребления наркотиков, получившие общее название эпидемиология сточных вод. Это методики оценки бытового употребления наркотиков на основании анализа содержания продуктов метаболизма в сточных водах. Методики были стандартизованы в 2010 году, и по состоянию на 2022 год проводились регулярные исследования в нескольких европейских странах, по широкому спектру наркотиков, включая метамфетамин.
Начиная с конца 2010 года центр производства и распространения метамфетамина переместился на Ближний Восток. Здесь наблюдается резкий рост незаконного оборота, прежде всего через сирийско-иорданскую границу.

## Правовой статус
В английской Википедии есть статья Правовой статус метамфетамина.
Метамфетамин внесён в Список I наркотических средств, оборот которых в Российской Федерации запрещён.
В США метамфетамин классифицируется как вещество Списка II Управлением по борьбе с наркотиками в соответствии с Конвенцией ООН о психотропных веществах. Он доступен только по рецепту под торговым названием «дезоксин» производства Ovation Pharmaceuticals.

## Синтез

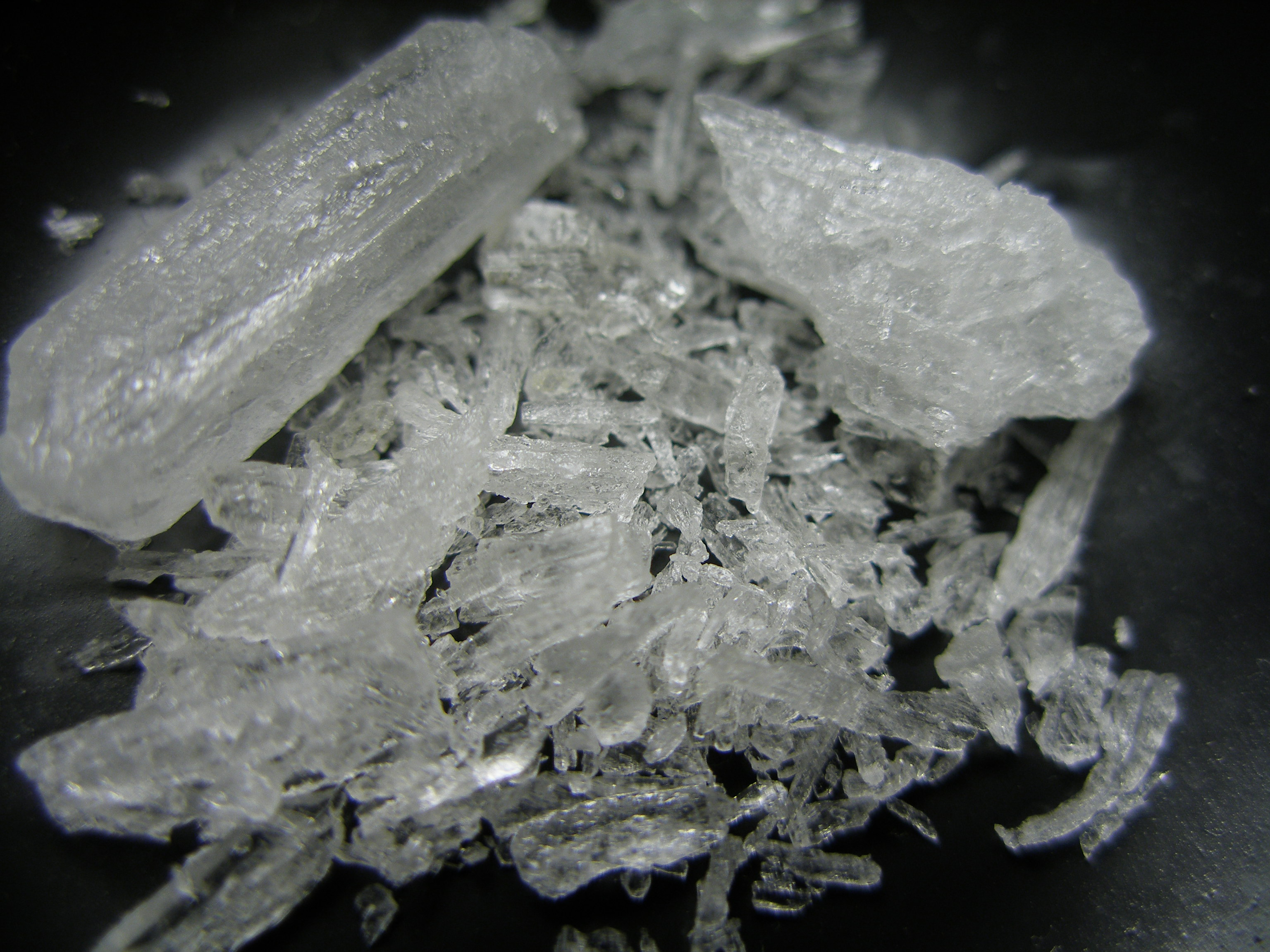
Кристаллический метамфетамин

Методы синтеза метамфетамина сходны с методами синтеза амфетамина, но вместо аммиака используется метиламин. Нелегальный метамфетамин чаще всего изготавливают путём восстановления эфедрина или псевдоэфедрина. Этим путём получают более активный D-метамфетин. В качестве восстановителя может использоваться красный фосфор с иодистоводородной кислотой либо литий, растворённый в жидком аммиаке (восстановление по Бёрчу). Также применяется каталитическое восстановление с использованием тионилхлорида и палладия или платины в качестве катализаторов (метод Эмде).

## В культуре

### В кинематографе
Изготовление метамфетамина нашло отражение в американском телесериале «Во все тяжкие» (англ. Breaking Bad). Главный герой сериала, учитель химии Уолтер Уайт, узнаёт, что болен неоперабельным раком лёгких. Чтобы гарантировать финансовое благосостояние семье после своей смерти, он начинает синтезировать этот наркотик вместе со своим бывшим учеником. Сериал обрёл известность как в США, так и за рубежом, получил множество крупных кинопремий.